# يوليوس دريك
يوليوس دريك (بالإنجليزية: Julius Drake)‏ هو معلم موسيقى وعازف بيانو بريطاني، ولد في 1959 في لندن في المملكة المتحدة.

## وصلات خارجية
- الموقع الرسمي
- يوليوس دريك على موقع IMDb (الإنجليزية)
- يوليوس دريك على موقع ميوزك برينز (الإنجليزية)
- يوليوس دريك على موقع أول ميوزيك (الإنجليزية)
- يوليوس دريك على موقع ديسكوغز (الإنجليزية)